# Elezioni amministrative in Venezuela del 2017
Le elezioni amministrative in Venezuela del 2017 si sono tenute il 10 dicembre per eleggere i sindaci di 335 comuni ed il governatore dello Stato di Zulia. Infatti, il vincitore delle elezioni regionali di ottobre nello Stato di Zulia, Juan Pablo Guanipa, dell'Unità Nazionale, si era rifiutato di giurare sulla Costituzione bolivariana. Il Grande Polo Patriottico, coalizione del Presidente Nicolás Maduro, è riuscito a vincere in 305 comuni su 335. L'affluenza è stata del 47,32% secondo il CNE, intorno al 20% secondo l'opposizione.

## Controversie
Non si sapeva se le elezioni si sarebbero tenute oppure no, poiché il Consiglio Nazionale Elettorale due mesi prima della scadenza ancora non aveva determinato una data. Alcuni credevano che ciò fosse dovuto al timore che se si fossero tenute le elezioni, il Partito Socialista Unito del Venezuela, al governo, avrebbe sofferto una delle più pesanti sconfitte di sempre.
Il 18 ottobre 2016, il Presidente del CNE Tibisay Lucena, affermò che le elezioni regionali e le elezioni amministrative non si sarebbero tenute prima della metà del 2017, affermando che la dilazione era dovuta alla cosiddetta "guerra economica" e all'abbassamento dei prezzi del petrolio. Fonti vicine al governo asserirono che la vera ragione della dilazione era la speranza che un innalzamento dei prezzi del petrolio avrebbe accresciuto la popolarità del PSUV.
Approvato il progetto proposto dal Presidente Nicolás Maduro di elezione di un'Assemblea costituente, Tibisay Lucena annunciò che le elezioni amministrative si sarebbero tenute il 10 dicembre.

## Sondaggi
| Data sondaggio   | Organizzazione del sondaggio | Sample size | Unità Nazionale | Grande Polo Patriottico | Indecisi | Vantaggio |
| ---------------- | ---------------------------- | ----------- | --------------- | ----------------------- | -------- | --------- |
| 15–30 April 2017 | Hercon                       | 1,200       | 63.3%           | 16.9%                   | 19.7%    | 46.4%     |

La maggior parte dei partiti dell'Unità Nazionale ha deciso di non partecipare alle elezioni. Ciò ha permesso al Grande Polo Patriottico di ottenere la vittoria con un ampio margine. Fanno eccezione solo Un Nuovo Tempo, COPEI e Avanzata Progressista.